# Canon Sportif de Yaoundé
El Canon Sportif de Yaoundé o Canon Kpakum Yaoundé és un club de futbol de la ciutat de Yaoundé, Camerun.

## Història
El club es fundà el 1930. Es tracta d'un dels clubs amb més èxit del país, ja que compta amb 3 lligues de campions africanes, una recopa africana, 9 lligues i 11 copes cameruneses.

## Palmarès
- Lliga de Campions de la CAF: 
  - 1971, 1978, 1980

- Recopa africana de futbol: 
  - 1979

- Lliga camerunesa de futbol:[1]
  - 1970, 1974, 1977, 1979, 1980, 1982, 1985, 1986, 1991, 2002

- Copa camerunesa de futbol:[2]
  - 1957, 1967, 1973, 1975, 1976, 1977, 1978, 1983, 1986, 1993, 1995, 1999

## Jugadors destacats
- Marc-Vivien Foé
- François Omam-Biyik
- Thomas N'Kono
- Victor Konwlo
- Pierre Womé
- André-Joël Eboué
- Raymond Kalla
- Alain Nkong
- Daniel Bekono
- Francis Oumar Belonga
- Francois Ndongo Mpessa
- Marcus Nwambo Mokake
- Olivier Makor
- Aaron Nguimbat
- Serge Mimpo
- Henry Antchouet
- Albert Meyong Zé
- Joseph Elanga
- Simon Moukoko
- Joseph N'Do
- Alioum Boukar
- Jules Onana
- Louis-Paul M'Fédé
- Justice Eden Sandjon
- Jacques Songo'o
- Emmanuel Kundé
- Eric Descombes
- Théophile Abega
- Ibrahim Aoudou
- Daniel Moncharé